# ハミドゥル・フク・チョードリー
ハミドゥル・フク・チョードリー（Hamidul Huq Chowdhury、ベンガル語: হামিদুল হক চৌধুরী、ウルドゥー語: حمید الحق چودھری、
1901年-1992年）は、パキスタンおよびバングラデシュの政治家。彼が創刊した英字新聞『パキスタン・オブザーバー (The Pakistan Observer)』は、バングラデシュ独立戦争後に『バングラデシュ・オブザーバー (The Bangladesh Observer)』と改題した。彼はダッカとカルカッタ（コルカタ）で教育を受け、法律家、政治家、新聞経営者としての経歴を積んだ。

## 生い立ち
ハミドゥル・フク・チョードリーは、1901年に、イギリス領インド帝国（現在のバングラデシュ）フェニー県ダガンブイヤン (Daganbhuiyan) 郡ラムナガー (Ramnagar) 村に生まれた。
ハミドゥル・フクは、ダッカのダッカ・カレジエイト・スクールを経て、カルカッタのプレジデンシー・カレッジに学び、さらにカルカッタ大学の法科大学院 (the Law College) に進んだ。学位を得た彼は、カルカッタで法律家としての実務に就いた。

## 経歴
1937年、ハミドゥル・フクは、ベンガル立法評議会の議員に選ばれ、副議長を務め、1946年にも議員に再選された。在職中、ハミドゥル・フクは、ベンガル帝国農業委員会 (the Bengal Imperial Agriculture Council)、中央サトウキビ委員会 (Central Sugarcane Committee)、手織り物委員会 (Handloom Board)、織物管理委員会 (Textile Control Board)、産業開発諮問委員会 (Industrial Development Enquiry Committee) の委員を歴任し、1947年にはカルカッタ大学のフェローとなった。ハミドゥル・フクは、全インド・ムスリム連盟を代表して、ザー・セシル・ラドクリフの下に置かれた境界線委員会 (Boundary Commission) に参加した。
1947年に要請を受けたフクは、家族とともに東パキスタンへ移り住んだ。ハミドゥル・フクは、『パキスタン・オブザーバー』を1949年3月11日に創刊した。彼は、パキスタン立憲議会の議員に選出され、同時に東ベンガル立法議会の議員にもなり、議員在職中には財務・商業・労働・産業大臣 (the Minister for Finance, Commerce, Labour & Industries)（1947年–1949年）も務めた。その後、ハミドゥルは、1955年にクリシャク・スラミク党の党首として(パキスタン国民議会議員に選出され、チャウドリー・ムハンマド・アリー内閣の外務大臣 (パキスタン)を務めた。ハミドゥル・フクは、1969年にラーワルピンディーで開催された、パキスタン政府と野党指導者たちの円卓会議 (the Round Table Conference) に参加した。1972年のバングラデシュの独立直前に西パキスタンへ移り住んだため、バングラデシュ政府は彼の市民権を無効にした。彼は、1978年にジアウル・ラフマン政権下のバングラデシュ政府から帰国を許された。

## 関連文献
- Chowdhury, Hamidul Huq (1989). Memoirs - Hamidul Huq Chowdhury
- Chowdhury, Hamidul Huq (1956). Pakistan's foreign policy - Hamidul Huq Chowdhury

| 公職                                | 公職                                  | 公職                                        |
| ----------------------------------- | ------------------------------------- | ------------------------------------------- |
| 先代 ムハンマド・アリー・ボーグラー | 外務大臣 (パキスタン) 1955年 – 1956年 | 次代 マーリク・フィーローズ・ハーン・ヌーン |